# Чемпионаты мира по смешанным единоборствам
Чемпиона́ты ми́ра по сме́шанным единобо́рствам — ежегодные спортивные соревнования по смешанным единоборствам, организуемые международными организациями IMMAF, WMMAA и MMA World.
Международная федерация смешанных боевых искусств (IMMAF) проводит чемпионаты с 2014 года. Соревнование проводится среди спортсменов-любителей, участие профессиональных бойцов запрещено. С 2019 года IMMAF проводит также юношеский чемпионат мира по ММА. Правила смешанных единоборств для юниоров отличаются от взрослых — в частности, им запрещено наносить удары в голову.
С 2013 по 2017 годы другая международная организация — Всемирная ассоциация смешанных единоборств (WMMAA) — также проводила любительский чемпионат мира. По своему статусу и признанию в спортивном сообществе он был равнозначен чемпионату, проводимому IMMAF, и спортсменам разрешалось участвовать в обоих соревнованиях. IMMAF и WMMAA объединились в 2018 году, и с 2019 по 2023 год чемпионаты мира в этом виде спорта проводились только под эгидой федерации IMMAF.
В 2024 году Международная ассоциация смешанных боевых единоборств MMA World провела первый чемпионат мира под своей эгидой в Ханты-Мансийске (Россия).

## Список чемпионатов

### Взрослые чемпионаты, организованные IMMAF
С 2019 года в рамках каждого чемпионата выделена возрастная категория юниоров U21, к которой допускаются спортсмены в возрасте 18-21 года, соревнования в которой проводятся в тех же весовых категориях и по тем же правилам (не следует путать её с юношеским чемпионатом мира U18, проводимом отдельно).
| Номер | Год  | Даты             | Место               | Кол-во вес. кат. | Комментарии    |
| ----- | ---- | ---------------- | ------------------- | ---------------- | -------------- |
| 1     | 2014 | 29 июня — 5 июля | США: Лас-Вегас      | 13 (9 М, 4 Ж)    |                |
| 2     | 2015 | 6 — 11 июля      | США: Лас-Вегас      | 13 (9 М, 4 Ж)    |                |
| 3     | 2016 | 5 — 10 июля      | США: Лас-Вегас      | 13 (9 М, 4 Ж)    |                |
| 4     | 2017 | 12 — 19 ноября   | Бахрейн: Манама     | 14 (9 М, 5 Ж)    |                |
| 5     | 2018 | 11 — 18 ноября   | Бахрейн: Манама     | 15 (9 М, 6 Ж)    |                |
| 6     | 2019 | 11 — 16 ноября   | Бахрейн: Манама     | 16 (10 М, 6 Ж)   |                |
| 7     | 2022 | 24 — 29 января   | ОАЭ: Абу-Даби       | 16 (10 М, 6 Ж)   | Перенос с 2021 |
| 8     | 2023 | 11 — 18 февраля  | Сербия: Белград     | 16 (10 М, 6 Ж)   | Перенос с 2022 |
| 9     | 2023 | 20 — 25 ноября   | Албания: Тирана     | 16 (10 М, 6 Ж)   |                |
| 10    | 2024 | 5 — 10 ноября    | Узбекистан: Душанбе |                  |                |

### Чемпионаты мира, организованные WMMAA
Соревнования проводились ежегодно с 2013 по 2017 годы и считались равными по статусу в спортивном сообществе. В 2018 году WMMAA объединилась с IMMAF.
| Год  | Даты             | Место                   | К-во вес. кат. |
| ---- | ---------------- | ----------------------- | -------------- |
| 2013 | 17 — 18 октября  | Россия: Санкт-Петербург | 6 М            |
| 2014 | 11 — 12 сентября | Беларусь: Минск         | 6 М            |
| 2015 | 27 — 28 ноября   | Чехия: Прага            | 7 М            |
| 2016 | 25 — 26 ноября   | Китай: Макао            | 6 М            |
| 2017 | 6 — 7 октября    | Казахстан: Астана       | 10 (8 М, 2 Ж)  |

### Чемпионаты мира, организованные MMA World
Международная ассоциация смешанных боевых единоборств MMA World провела первый чемпионат мира под своей эгидой в Ханты-Мансийске, Россия.
| Год  | Даты           | Место                  | К-во вес. кат. |
| ---- | -------------- | ---------------------- | -------------- |
| 2024 | 22 — 24 ноября | Россия: Ханты-Мансийск | 16 (10 М, 6 Ж) |

## Юношеские чемпионаты мира, организованные IMMAF
Категории: Youth A - 16-17 лет (U18), Youth B - 14-15 лет (U16), Youth C - 12-13 лет (U14). Перечислены в формате: мужские + женские.
| Номер | Год  | Даты                | Место           | Кол-во категорий     |
| ----- | ---- | ------------------- | --------------- | -------------------- |
| 1     | 2019 | 3 - 4 августа       | Италия: Рим     | 9+4 A, 10+6 B, 7+4 C |
| 2     | 2021 | 30 июля - 1 августа | Болгария: София | 9+6 A, 9+6 B, 9+6 C  |
| 3     | 2022 | 17 - 20 августа     | ОАЭ: Абу-Даби   |                      |
| 4     | 2023 | 2 - 5 августа       | ОАЭ: Абу-Даби   |                      |
| 5     | 2024 | 6 - 10 августа      | ОАЭ: Абу-Даби   |                      |

## Дополнительные сведения

### IMMAF Чемпионат мира по ММА 2014
Первый чемпионат мира IMMAF по ММА состоялся с 29 июня по 5 июля 2014 года в Лас-Вегасе, штат Невада (США). Турнир проходил в течение четырех дней в павильоне Кокс в Университете штата Невада, Лас-Вегас, а финал проходил в UFC Fan Expo в Мандалай Бэй 5 июля.

#### Призеры
Мужчины
| Event            | Золото                      | Серебро                              | Бронза                          |                                 |
| ---------------- | --------------------------- | ------------------------------------ | ------------------------------- | ------------------------------- |
| Супертяжелый вес | Wessel Mostert (ЮАР)        | Nicolo Bonati (Румыния)              | Leroy Johnson (Канада)          | N/A                             |
| Тяжелый вес      | Hans Lackner (Австрия)      | Marcin Kalata (Польша)               | Riini Apo (Новая Зеландия)      | Alexander Pärleros (Швеция)     |
| Полутяжелый вес  | Alessio Di Chirico (Италия) | Eivind D. S. Kjonsvik (Норвегия)     | Aaron Wallace (Ирландия)        | Karol Linowski (Польша)         |
| Средний вес      | Mikkel Kasper (Дания)       | Gard Olve Sagen (Норвегия)           | Raymond Gray (США)              | Daniel Cassell (Великобритания) |
| Полусредний вес  | Aleksi Nurminen (Финляндия) | Josh Stacey Mcmanus (Великобритания) | Joachim Tollefsen (Норвегия)    | Zach Fears (США)                |
| Легкий вес       | Jose Mariscal (США)         | Jimmie Jensen (Швеция)               | Charlie Day (Великобритания)    | Guillaume Bletio (Франция)      |
| Полулегкий вес   | Jari Illikainen (Финляндия) | Joel Moya (Швеция)                   | Jordan Chester (Великобритания) | Salvatore Liga (Бельгия)        |
| Легчайший вес    | Jose Torres (США)           | Bohdan Holovatyi (Украина)           | Carl Burton (Великобритания)    | Liridon Ramani (Бельгия)        |
| Наилегчайший вес | Carlos Hernandez (США)      | Kristian Lindstrøm Skogmo (Норвегия) | Saku Ronkainen (Финляндия)      | Petko (Италия)                  |

Женщины
| Event            | Золото                      | Серебро                        | Бронза                  |                            |
| ---------------- | --------------------------- | ------------------------------ | ----------------------- | -------------------------- |
| Полулегкий вес   | Amanda Lino (ЮАР)           | Jill Holmström (Швеция)        | Andrea Whitney (США)    | Florence Bethert (Франция) |
| Легчайший вес    | Sarah Jamila (Дания)        | Aleksandra Milczarek (Польша)  | Lucrezia Ria (Италия)   | Nicole Brown (США)         |
| Наилегчайший вес | Amanda Ribas (Бразилия)     | Gabriella Ringblom (Швеция)    | Micol Di Segni (Италия) | N/A                        |
| Минимальный вес  | Daniela Kortmann (Германия) | Rachelle Abou Abdallah (Ливан) | N/A                     | N/A                        |

### Чемпионат мира IMMAF 2015 по ММА
Чемпионат мира IMMAF 2015 по ММА состоялся в Лас-Вегасе, штат Невада (США), когда Международная федерация смешанных боевых искусств (IMMAF) вернулась на второй год турнира.
Чемпионат 2015 года проходил во время четвертой ежегодной Международной недели борьбы UFC, с понедельника, 6 июля, до субботы, 11 июля 2015 года. Опыт фанатов был объявлен крупнейшим в мире праздником смешанных единоборств, гарантировавшим энергичные, звездные развлечения и завершившимся уик-эндом боев, включая UFC 189, 11 июля.

#### Призеры
Мужчины
| Event            | Золото                      | Серебро                        | Бронза                            |                                    |
| ---------------- | --------------------------- | ------------------------------ | --------------------------------- | ---------------------------------- |
| Супертяжелый вес | Kevin Szaflarski (Польша)   | Mokhammad Malagov (Казахстан)  | Vlad Mavrodin (Румыния)           | N/A                                |
| Тяжелый вес      | Zdenek Ledvina (Чехия)      | Travis Edwards (США)           | Marcin Kalata (Польша)            | Allan Guichard (Франция)           |
| Полутяжелый вес  | Saeid Mirazaei (Канада)     | Tencho Karaenev (Болгария)     | Paolo Anastasi (Италия)           | Denis Perry (Северная Ирландия)    |
| Средний вес      | Brendan Allen (США)         | James Duckett (Великобритания) | Imad Alhowayeck (Ливан)           | Juho Laitinen (Финляндия)          |
| Полусредний вес  | William Starks (США)        | Alexander Martinez (Канада)    | Patryk Ruta (Польша)              | Jake Constantinou (Великобритания) |
| Легкий вес       | Josh Ellis (Великобритания) | Tuukka Repo (Финляндия)        | Davide Gregorio La Torre (Италия) | Joeshwa Mortada (Ливан)            |
| Полулегкий вес   | Frans Mlambo (Ирландия)     | Joel Moya (Швеция)             | Yurii Bosyi (Украина)             | Nicolas Ott (Франция)              |
| Легчайший вес    | Jose Torres (США)           | Nurtilek Konashov (Казахстан)  | Carl McNally (Северная Ирландия)  | Marco Zannetti (Италия)            |
| Наилегчайший вес | Iurie Bejenari (Франция)    | Sedar Altas (Швеция)           | Braydan Graham (Новая Зеландия)   | Sambath Khun (Канада)              |

Женщины
| Event            | Золото                      | Серебро                         | Бронза                        |                            |
| ---------------- | --------------------------- | ------------------------------- | ----------------------------- | -------------------------- |
| Полулегкий вес   | Jamie Herrington (Канада)   | Sinead Kavanagh (Ирландия)      | Julia Dorny (Германия)        | Lindsay Lawrence (США)     |
| Легчайший вес    | Lucrezia Ria (Италия)       | Lucie Bertaud (Франция)         | Kimberley Defiori (США)       | Lisa Engelke (Швеция)      |
| Наилегчайший вес | Micol Disegni (Италия)      | Anja Saxmark (Швеция)           | Natalie Jean Ausmeier (ЮАР)   | Michaela Dostalova (Чехия) |
| Минимальный вес  | Minna Grusander (Финляндия) | Maria Vittoria Colonna (Италия) | Sarah Archer (Новая Зеландия) | Codie Wareham (США)        |

### IMMAF Чемпионат мира по ММА 2016
Чемпионат мира IMMAF по ММА возвращается в Лас-Вегас в рамках 5-й ежегодной UFC International Fight Week ™, крупнейшего в мире праздника единоборств, который проходит со вторника, 5 июля, по воскресенье, 10 июля.
Чемпионат мира IMMAF 2016 года будет проходить в конференц-центре Лас-Вегаса в течение недели, а чемпионаты будут представлены 10 июля на выставке UFC Fan Expo®.
Третья итерация IMMAF для пятидневного турнира, организованная мировым руководящим органом для любительских ММА, будет транслировать основные события после UFC FIGHT PASS®, а также других международных телевизионных платформ.